# Orzeł wylądował (film)
Orzeł wylądował (ang. The Eagle Has Landed) – film wojenny z 1976 r. w reżyserii Johna Sturgesa oparty na powieści Jacka Higginsa pod tym samym tytułem. Był to ostatni film wyreżyserowany przez Johna Sturgesa.

## Fabuła
Czasy II wojny światowej. Grupa niemieckich spadochroniarzy dowodzona przez pułkownika Kurta Steinera zostaje wysłana na Wyspy Brytyjskie z zadaniem porwania bądź uśmiercenia premiera Winstona Churchilla. Realizując ten plan, Niemcy podszywają się pod polskich żołnierzy.

## Obsada
- Michael Caine – pułkownik Kurt Steiner
- Donald Sutherland – Liam Devlin
- Jenny Agutter – Molly Prior
- Donald Pleasence – Heinrich Himmler
- Anthony Quayle – Wilhelm Canaris
- Jean Marsh – Joanna Grey
- Sven-Bertil Taube – kapitan von Neustadt
- John Standing – ojciec Verecker
- Judy Geeson – Pamela
- Robert Duvall – pułkownik Max Radl
- Treat Williams – kapitan Clark
- Siegfried Rauch – sierżant Brandt
- Larry Hagman – pułkownik Pitts
- Leigh Dilley – Winston Churchill/George Fowler